# Боротьба Хасмонеїв із елліністичними містами
Боротьба Хасмонеїв із елліністичними містами – бойові дії юдеїв під проводом династії Хасмонеїв проти еллінізованих міст Палестини та Зайордання, котрі тривали у 140-х – 70-х роках до н.е.

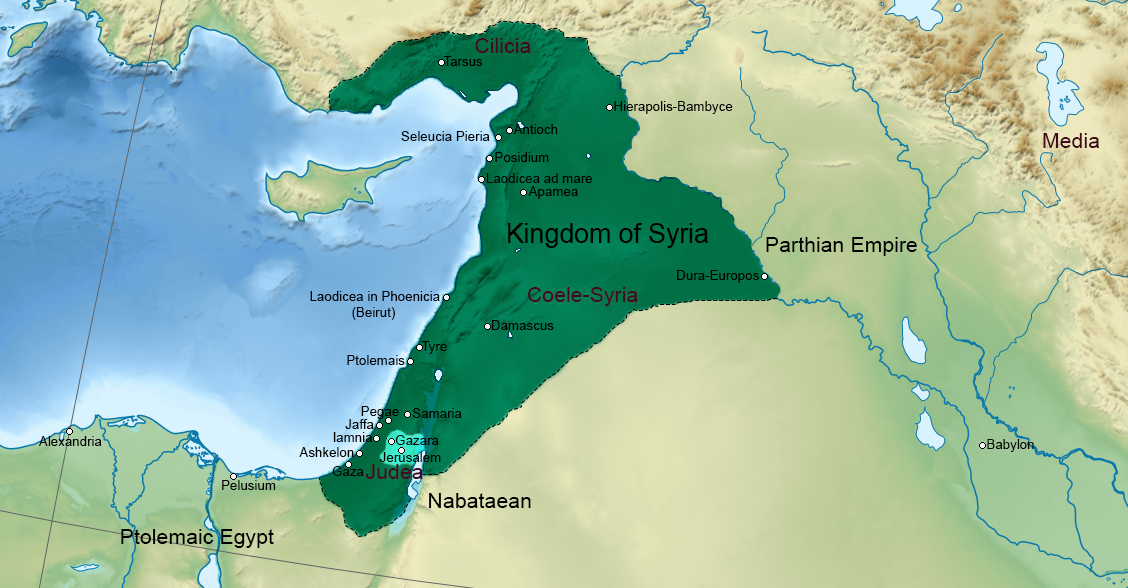
Мапа держави Селевкидів станом на 140 р. до н.е. У Палестині позначені згадані у статті міста Птолемаїда, Іоппія (Яффа), Гезер (Cazara), Ямнія, Аскалон та Газа

## Ситуація після повстання Маккавеїв
В 166 р. до н.е. в Юдеї спалахнуло повстання проти влади язичницької держави Селевкідів. Бойові дії тривали зі змінним успіхом чверть століття, при цьому юдеям чимало допомогла громадянська війна у ворожій державі, котра спалахнула в 152 р. до н.е. та точилась півтора десятки років. Вже на її початку більшість гарнізонів покинула Юдею, так що залоги залишились лише в  в Єрусалимі та Бет-Цурі (три десятки кілометрів на південь від Єрусалима). Десь між 145 та 143 р. до н.е., поки провідник юдеїв Йонатан боровся у Зайорданні та Галілеї на стороні одного з претендентів, його брат Симон узяв в облогу та примусив до капітуляції Бет-Цур. Ще до того почалась облога єрусалимської фортеці, знесилена голодом залога якої здалась на умовах вільного проходу на початку 141 р. до н.е. 
Тепер Юдея була вільною від ворожих гарнізонів. Нічого не змінив і здійснений біля 133 р. до н.е. похід Антіоха VII Сидета, котрий тримав Єрусалим у облозі цілий рік, проте в підсумку задовольнився отриманою даниною. Втім, на той час поняття «Юдеї» охоплювало лише невелику частину території стародавнього Ізраїльського царства. Землі всього за пару десятків кілометрів на південь від Єрусалиму займали ідумеї – нащадки едомітян, котрі після виселення євреїв вавилонянами покинули свої пустельні землі (зайняті після цього набатеями) та перемістились північніше. У центральній частині країни, між Юдеєю та Галілеєю, мешкали самаритяни (потомки азійських племен, переселених сюди ассирійцями). 
По узбережжю Середземного моря тягнувся ланцюжок еллінізованих міст – Газа, Аскалон, Азот (колишні міста філістімлян), Ямнія, Іоппія, Аполлонія, Стратонова Вежа, Дор (колишнє місто чекерів), Птолемаїда. На західному березі Йордану розташовувався Скіфополіс, а у Зайорданні на території колишнього Галааду еллінізували міста Пела, Гадара, Абіла та Гераса. Північніше від них на східному березі Генісаретського озера (територія колишньої країни Гашур) з’явився Гіппос, а південніше столиця стародавнього Аммону (котрий час-від-часу потрапляв у залежність від ізраїльських царів) Раббат-Аммон перетворилась на елліністичну Філадельфію.   
На тлі слабіючої центральної влади в державі Селевкидів, наступні кілька десятиліть після вигнання гарнізонів з Юдеї пройшли у боротьбі Хасмонеїв із зазначеними вище еллінізованими містами, котрі лише інколи отримували допомогу від царів. 

## Війни Симона Хасмонея

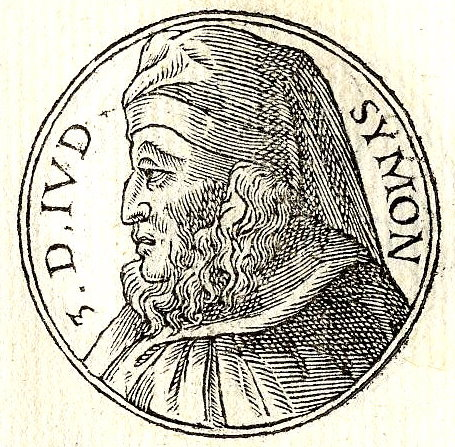
Симон Хасмоней

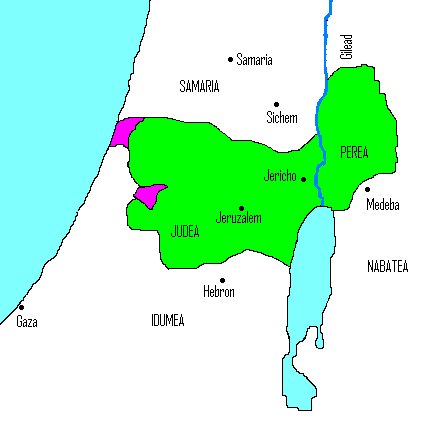
Юдея часів правління Симона. Фіолетовим кольором показані підкорення Іоппіїі (на узбережжі) та Гезеру (на початку правління наступного представника Хасмонеїв були знов відібрані сирійським царем)

Перші епізоди з підкоренням юдеями міст відносяться ще до того часу, коли в єрусалимській фортеці стояв сирійський гарнізон. Так, коли в 147 р. до н.е. почалась боротьба Деметрія II з Александром I Баласом, юдейський провідник Йонатан наніс поразку наміснику останнього у Келесирії Аполлонію, після чого спалив Азот (наразі Ашдод). Через кілька років він ввів свою залогу до Іоппії (тепер Яффа), під приводом того, що її мешканці начебто збираються перейти на бік Деметрія (на той час Йонатан позиціонував себе на стороні суперника останнього Антіоха VI). А в 142 р. до н.е. брат Йонатана Симон напав на місто Гезер, розташоване на дорозі від Єрусалиму до моря. Використовуючи облогові машини, він змусив гезерців до здачі, вигнав їх та населив місто юдеями (відповідно до 1-ї Книги Маккавеїв, в той самий час археологічні розкопки показали руйнування міста в епоху Хасмонеїв, хоча знайдений нумізматичний матеріал не дозволив зробити певних висновків про дату). 
Йосип Флавій додає до завоювань Симона, здійснених перед падінням єрусалимської фортеці, також Ямнію (наразі Явне), проте Перша книга Макавеїв  не містить згадок про це, зате вказує, що з цього міста у середині 130-х років до н.е. здійснював напади на Юдею полководець Антіоха VII Сидета. Коли ж сам цей цар облягав Єрусалим, юдеї прийняли його умову щодо повернення Іоппії. Про втрату Симоном завоювань за межами тодішньої Юдеї свідчить і наступна оповідь Йосипа Флавія про посольство Йоханана Гіркана до Риму. Воно відбувалося, ймовірно, у 126 р. до н.е. Під час поїздки посольство скаржилось на захоплення Антіохом Сідетом Іоппії з її гаванями та Гезеру з його джерелами.

## Завоювання Йоханана Гіркана

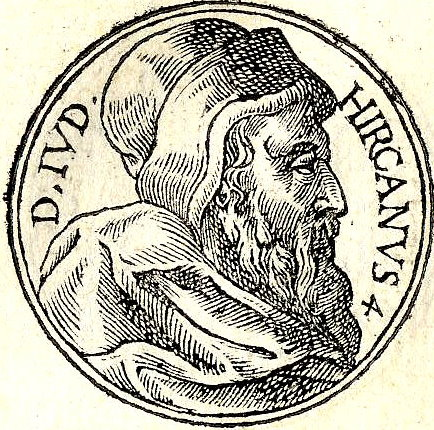
Йоханнан Гіркан

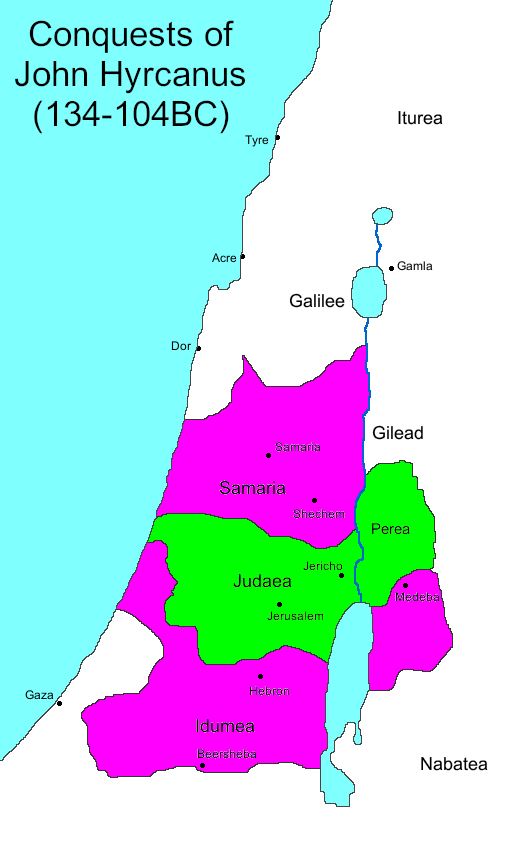
Завоювання Йоханана Гіркана у другій половині правління (укладачі карти показують Гезер та Іоппію вже як території Йоханана)

Як повідомляє Йосип Флавій, син та наступник Симона Йоханан (правив у 134 – 104 рр. до н.е.) почав свої завоювання із Мадаби, котра знаходилась на східній межі заселеної юдеями зайорданської Переї, за два з половиною десятки кілометрів на південний захід від елліністичної Філадельфії (наразі територія Йорданії). Щоб оволодіти цим містом знадобилась шестимісячна облога, під час якої юдейське військо зазнало значних поневірянь.
Далі  Йоханан обернувся проти самаритян та узяв місто Сихем (за пару кілометрів від сучасного Наблусу). Одночасно була закрита найбільша самаритянська святиня – храм на горі Герезим, котрий в уявленні послідовників цієї релігії мав не менше значення, аніж єрусалимський. 
Наступною подією стало підкорення Ідумеї, де, зокрема, юдеї узяли під контроль найбільші міста цієї країни Адару (наразі Дура біля Хеврону) та Мариссу (за три десятки кілометрів на південний захід від Єрусалиму, західніше від Адари). Також археологами виявлено припинення господарської діяльності в південноідумейському поселенні Тель-Беер-Шева (за сім десятків кілометрів на південний захід від Єрусалиму). Оскільки при розкопках в Ідумеї не знайдено потужних фортифікацій, вважають, що її підкорення юдеями відбулось без особливого спротиву (втім, Марисса при цьому була повністю зруйнована). Ідумеянам дозволили залишитись у країні, але за умови повного навернення до юдаїзму (саме з ідумеїв у майбутньому вийшов Ірод I Великий, котрий позбавив влади династію Хасмонеїв).
Наступним кроком стало взяття Самарії, що стало можливим після річної облоги, від якої місто не зміг визволити навіть Антоіх IX Кізікен – один з двох наявних тоді в державі Селевкідів царів. 
Як завершальне звершення Йоханана Йосип Флавій називає підкорення Скіфополісу – єдиного великого елліністичного міста на захід від Йордану. При цьому в «Юдейських старожитностях» та «Юдейській війні» названий автор дещо по різному описує ці події. У першому творі місто здав підкуплений юдеями воєначальник Антіоха Кізікена Епікрат, тоді як у другому сили Йоханана, відчуваючи піднесення після узяття Самарії, рушили уперед та зруйнували Скіфополіс. Дані археологічних розкопок засвідчують значні руйнування на місці елліністичного Скіфополісу.
Хронологія завоювань Йоханана Гіркана залишається непевною. Флавій зазначає, що він почав свої походи одразу після смерті Антіоха Сідета у війні з Парфією (129 р. до н.е.). Тоді держава Селевкідів дійсно була послаблена втратою величезної кількості війська та цивільних (Сідет узяв з собою в похід багато колоністів для повторної еллінізації східних провінцій, чим суттєво підірвав людські ресурси Сирії). Втім, з таким твердженням не збігаються результати археологічних розкопок. Так, укупорки родоських амфор з Мариси, Сихема та Скифополіса показують, що їх імпорт припинився в 112/111 р. до н.е. (що може свідчити не лише про вже звершений факт завоювання, а про початок війни з юдеями та припинення роботи звичних торгівельних шляхів). Варто відзначити, що у 114 р. до н.е. в державі Селевкидів почалась чергова міжусобна війна представників правлячої династії, що могло створити гарні умови для юдейських завоювань.

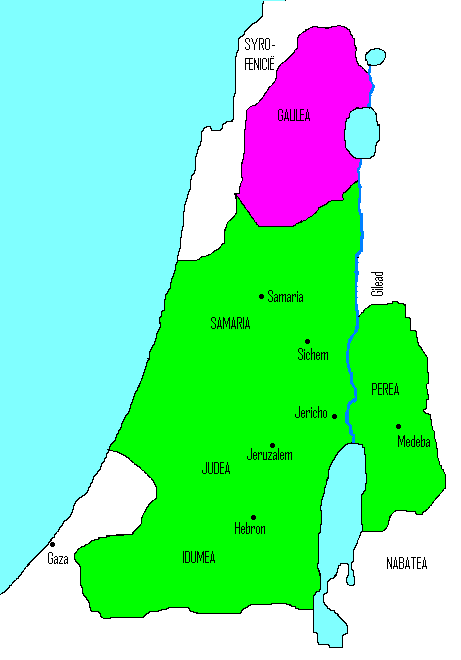
Завоювання Арістобула І (передусім Галілея)

При цьому завершальний етап кампанії Йоханнана Гіркана – облогу Самарії та наступний напад на Скіфополіс – датують 108 – 107 рр. до н.е. За оповіддю Флавія, єгипетський цар Птолемей Лафур послав підкріплення проти юдеїв Антіоху Кізікену, що викликало конфлікт Лафура з царицею-матір’ю Клеопатрою III. Остання у 107 р. до н.е. змогла змістити Птолемея з престолу. 

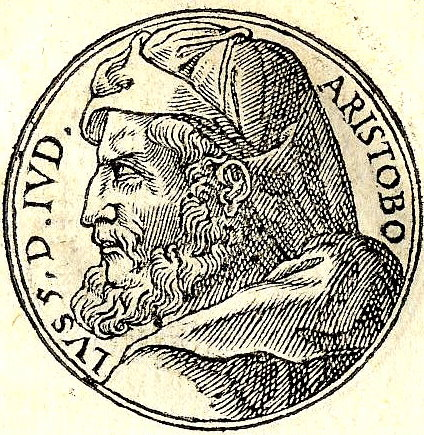
Арістобул І

Також ймовірно, що в якийсь момент Йоханнан Гіркан узяв під контроль ряд розташованих поруч прибережних міст – Аполлонію (на північній околиці сучасної Герцлії), Іоппію, Ямнію та Азот (відновлений після нападу Йонатана Гіркана). Хоча жодне античне джерело не згадує про це, але вони також не входять і до складеного Флавієм переліку міст, котрі залишались поза контролем юдеїв до початку завоювань Александра Янная, сина Йоханнана Гіркана.

## Дії Арістобула I
Із коротким (104 – 103 рр. до н.е.) правлінням сина Йоханнана Гіркана Арістобула I пов’язують кампанію проти ітурейців (гірські племена східного Лівану). За твердженням Флавія, Арістобул приєднав значну частину їх земель до своєї держави, а також збільшив чисельнісь юдеїв шляхом навернення ітурейців у свою віру. 
Сучасні дослідники вважають, що мова йде передусім про приєднання Галілеї та юдаїзацію її населення (детальних відомостей про склад мешканців цієї області у 2 столітті до н.е. немає, хоча археологи простежують у окремих фортифікаційних будовах того часу фінікійські впливи).

## Завоювання Александра Янная

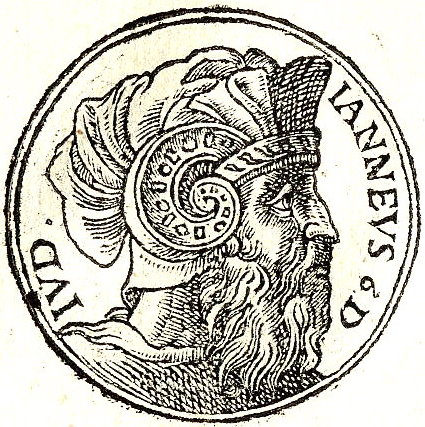
Александр Яннай

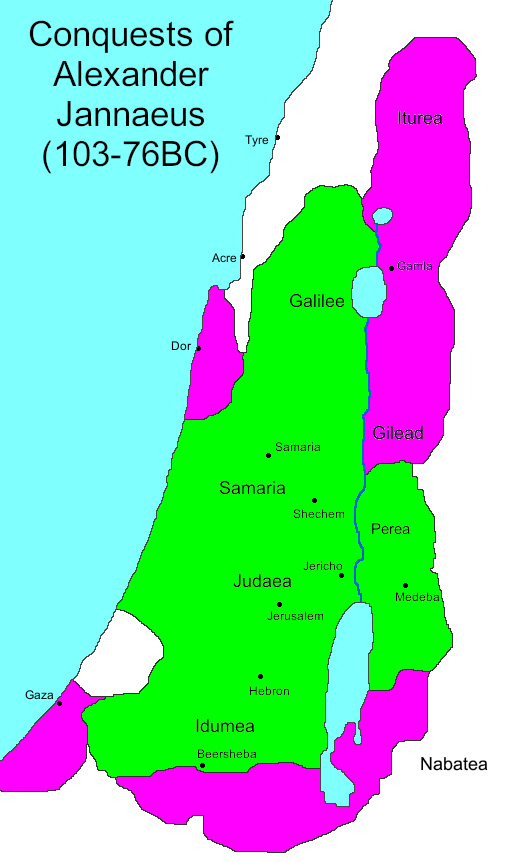
Завоювання Александра Янная. Анклав на узббережжі, котрий залишився поза контролем юдейського правителя, відповідає Аскалону

Після Арістобула юдейським провідником став інший син Йоханнана Гіркана Александр Яннай. Цей енергійний правитель, котрий провів все своє життя у війнах, вирішив почати свої завоювання із Птолемаїди. Навесні 103 р. до н.е. Яннай завдав поразки мешканцям цього міста та обложив його. В державі Селевкидів продовжувалась війна за престол, тому птолемаїдці не могли розраховувати на допомогу центральної влади. Втім, спершу їм на виручку прийшов тиран Зоїл, котрий контролював сусідні Дор та Стратонову Вежу і розраховував розширити свої володіння. Далі ж птолемаїдці закликали на допомогу Птолемея Лафура, який після позбавлення єгипетського престолу правив Кіпром. Поява Лафура у Палестині із великим військом змусила Янная зняти облогу. 

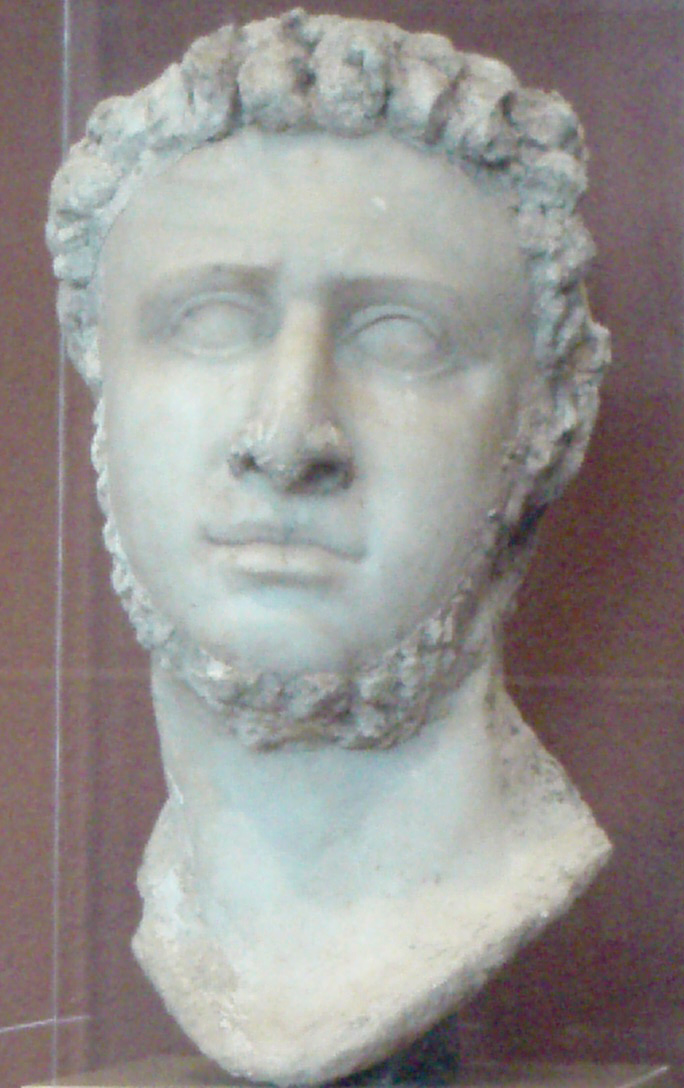
Птолемей IX Лафур, котрий наніс Яннаю поразку при Асофоні

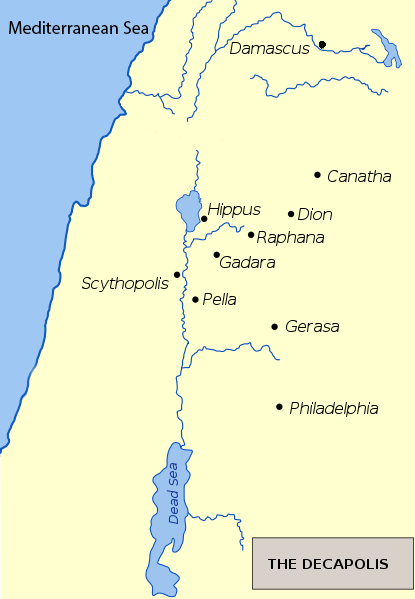
Мапа з позначеними згаданими у статті містами Зайордання – Гіппос (Hippus), Діон, Гадара, Скіфополіс, Пелла, Гераса, Філадельфія. Південніше від Пели до Йордану впадає річка Яббок, неподжалік від устя якої стояла фортеця Амафунт

Владу кіпрського царя визнали Зоїл та Газа. Водночас, мешканці Птолемаїди раптово змінили свою думку та відмовились допустити Птолемея у місто, так що тепер вже він узяв їх в облогу. Тим часом Яннай запропонував Птолемею 400 талантів в обмін на підпорядкування йому Зоїла. Лафур первісно погодився, проте потім дізнався, що юдейський правитель одночасно веде перемовини з Клеопатрою ІІІ та закликає її прибути до Палестини. Як наслідок, кіпрський цар виступив у похід проти юдеїв, пройшов Галілею, де взяв місто Асохіс та зазнав невдачі при спробі оволодіти Сепфорісом, і в підсумку досягнув долини Йордану. Тут він у битві при Асофоні завдав нищівної поразки Александру Яннаю, після чого повернувся до узбережжя та узяв Птолемаїду штурмом. Втім, далі Птолемей програв боротьбу Клеопатрі (котра, зокрема, обложила та узяла Птолемаїду) і був змушений повернутись на Кіпр.  

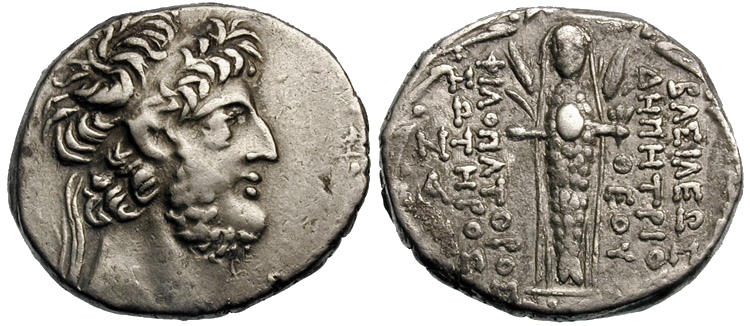
Монета Деметрія Евкера, котрий наніс Яннаю поразку при Сихемі

Зазнавши невдачі на приморському фронті, Яннай обернувся проти елліністичних міст Зайордання. Спершу після десятимісячної облоги він захопив Гадару, розташовану на південь від каньону Ярмука (велика ліва притока Йордану). Далі юдейський правитель оволодів фортецею Амафунт біля устя Яббоку, де захопив скарбницю тирана Філадельфії Теодора. Втім, одразу за цим філадельфійський тиран завдав важкої поразки юдейській армії, яка втратили 10 тисяч воїнів, обоз та всі захоплені у Амафунті кошти.
Зазнавши невдачі за Йорданом, Александр у черговий раз змінив напрямок свого наступу. Після облоги, котра тривала цілий рік (ймовірно, 96 – 95 рр. до н.е.), та важкої битви він захопив Газу (і її порт Анфедон). Газа відігравала важливу роль у торгівлі арабів-набатеїв, до того ж наступним кроком Янная став похід у сусідні з Набатейським царством пустельні райони на схід від Мертвого моря, де він оволодів рядом містечок стародавньої країни Моав (Лемва, Орон, Теліфон, Зара). Слідом за цим юдейському правителю вдалось зруйнувати Амафунт без протидії Теодора, котрий не наважився вийти проти Янная. Тут у розвиток кампанії втрутився арабський цар Ободат I, котрий влаштував засідку у важкодоступній місцевості на схід від Йордану. Чисельна верблюжа кавалерія загнала юдейську армію до глибокої улоговини, так що Яннай ледве врятувався звідти втечею.
Далі юдейський правитель був вимушений перервати свої завойовницькі походи, оскільки проти нього спалахнуло повстання єдиновірців, котре тривало 6 років. Яннай зміг втриматись завдяки своїм іноземним найманцям із гористих районів на півдні Малої Азії – Кілікії та Пісідії. У той же час, в один з моментів на стороні повсталих виступив Деметрій III Евкер, котрий тримав під контролем Дамаск та був одним з кількох претендентів на престол Селевкідів (міжусобна війна у цій державі пішла вже на третє десятиліття). Він вторгнувся до Юдеї та розбив Янная в запеклій битві при Сихемі. Втім, невдовзі юдеї почали відпадати від Деметрія та переходити на бік одноплемінника, що змусило дамаського правителя повернутись до себе. 
Коли Яннаю вдалось придушити повстання, від стикнувся з новою загрозою зі сторони дамаського царя Антіоха XII Діоніса, котрий на той час вже змінив свого брата Деметрія Евкера. У 84 р. до н.е. Антіох рушив у похід проти арабського царя Арети III, при цьому вирішив пройти через Юдею по прибережній полосі. Дізнавшись про це, Яннай перекрив рівнинну місцевість в районі Яффи ровом та стіною з дерев’яними вежами, котрі тягнулись від моря до гір на відстань біля півтора десятки кілометрів. Втім, Антіох, котрий мав 8 тисяч піхотинців та 800 вершників, зміг прорватись через ці укріплення і рушив далі до Аравії, де загинув у битві, а його військо зазнало поразки та в основному загинуло від голоду під час втечі.

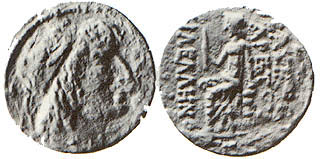
Монета у грецькому стилі, карбована у Дамаску набатейським царем Аретою ІІІ, який завдав Александру Яннаю поразку при Адіді

У 83 р. до н.е. мешканці Дамаска, з остраху на можливий напад ліванських горців під проводом Птолемея Менная, підкорились Ареті ІІІ. За цим набатейський цар пішов на Янная і завдав йому поразку в битві при Адіді (на східному березі Йордану). Втім, за цим Арета уклав мирну угоду з юдейським правителем та відступив.
Лише після цього Яннай зміг повернутись до своїх завоювань, зосередившись на Зайорданні. Спершу він завоював місто Пела, розташоване на схід від річки між раніше підкореними Гадарою та Амафунтом. Оскільки містяни вчинили впертий спротив, Пела була повністю зруйнована (археологічні дослідження показали, що повноцінне міське поселення тут знов з’явилось лише через півтори сотні років). Наступним захопленим елліністичним містом став Діон (Дій), розташований вже за чотири десятки кілометрів на схід від Йорданської долини (ймовірно, біля сучасного південносирійського міста Тафас). 
Наступний крок Янная достеменно невідомий, оскільки Йосип Флавій (завдяки якому до нас взагалі дійшли відомості про війни цього юдейського правителя) наводить дві різні версії подій. У «Юдейській війні» він пише, що “Александр ... маючи жагу до скарбів Теодора вирушив до Гераси, обвів її потрійним валом та узяв місто штурмом» (але при цьому не згадує Герасу у розміщеному далі переліку міст, котрі в подальшому римляни вивели з-під влади юдеїв та віддали попереднім мешканцям). Тоді як у «Юдейських старожитностях» Йосип зазначає, що «Александр ... пішов на Весу, де в той час знаходились головні скарби Зенона [батька Теодора]. Оточивши це місто потрійною стіною, він оволодів ним», після чого згадує у переліку завоювань Янная серед іншого «моавітське місто Ессевон» (але не каже нічого про Герасу). Без сумніву, мова йде про одне й те саме захоплене місто, тільки в одному випадку це Гераса, а в іншому – Есса (Веса, Себонітіс, Хешбон), розташована південніше від Філадельфії у напрямку земель колишнього Моаву.
Далі Яннай вирушив на Голанські висоти, де, зокрема, оволодів містом Гіппос та сильною фортецею Гамалою. Розоривши (чи навіть змістивши) тутешнього начальника Деметрія, Александр повернувся до Юдеї після трирічного походу.
У 76 р. до н.е. Яннай відновив натиск на Зайордання та обложив укріплення Рагава, розташоване на землях Гераси. Тут він помер, проте його дружина Саломея довела облогу до завершення та узяла фортецю.
На момент смерті Янная в околицях юдейської держави залишались непідкореними лише кілька значних елліністичних міст – Філадельфія та, можливо, Гераса у Зайорданні, а також Птолемаїда і Аскалон у прибережній полосі (можливо відзначити, що аскалонитяни ще у другій половині 140-х років до н.е. уклали союз з Йонатаном Хасмонеєм). Розташовані на узбережжі південніше від Птолемаїди Дор і Стратонова Вежа також опинились під контролем юдеїв, проте час та обставини цього невідомі. Розкопки у Дорі виявили припинення на певний час життєдіяльності елліністичного поселення, але не вдалось встановити, чи відноситься це до війн Янная, а чи до середини 120-х років до н.е., коли в державі Селевкідів йшла боротьба за престол. Що стосується Стратонової Вежі, то при її перебудові Іродом Великим на Кесарію всі сліди елліністичного періоду були зруйновані.

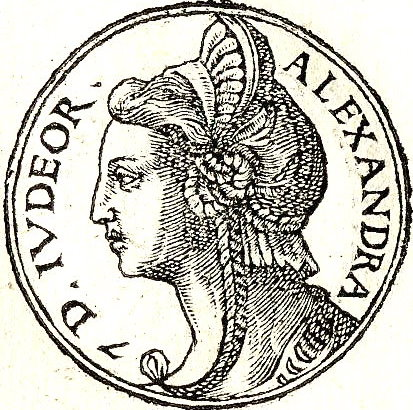
Дружина Александра Янная Саломея

## Дії останніх Хасмонеїв
Сини Янная припинили завойовницькі походи, зосередившись замість цього на боротьбі між собою. Втім, Флавій згадує, що удова Александра під приводом захисту від Птолемея Менная послала своє військо на Дамаск, але воно вернулось не досягнувши хоч чогось значного. Невдовзі, у 72 р. до н.е., Дамаском оволодів цар Великої Вірменії Тигран II, котрий за цим узявся за облогу Птолемаїди і біля 70 р. до н.е. успішно завершив її. Саломея звернулась до Тиграна із виявленням покірності, проте не пізніше 68 р. до н.е. всі вірменські війська полишили Палестину та Сирію, оскільки їх цар зазнав нищівної поразки від римлян.
Після взяття у 63 р. до н.е. Єрусалиму Помпеєм, римський полководець звільнив від влади юдеїв всі захоплені ними міста, включаючи ідумейську Мариссу та самаритянську Самарію. Вони були підпорядковані легату римської провінції Сирія. В подальшому деякі з них були пожалувані юдейському правителю Іроду Великому з наступної династії Іродіадів.